# Rey Horus
Gustavo Adolfo Felix (Tijuana, 24 de junio de 1984), más conocido como Rey Horus y anteriormente como El Hijo de Rey Misterio, es un luchador profesional mexicano. Ha luchado en las empresas Lucha Underground, Major League Wrestling y Ring of Honor.

## Historia

### Circuito independiente (2008-2020)
Horus comenzó a luchar en 2007 en algunas promociones en Tijuana.
El 27 de mayo de 2011, tras el retiro de El Hijo de Rey Misterio, fue presentado por tanto Rey Misterio Sr. y Konnan como el segundo El Hijo de Rey Misterio, haciendo su debut en Tijuana. Su primera lucha como Misterio era un torneo para coronar al Campeón Mundial de Peso wélter WWA el 27 de mayo de 2011, que ganó Horus. En 2014, Misterio cambió su nombre al Rey Horus, porque el original El Hijo de Rey Misterio regresó a la lucha libre.
El 1 de septiembre de 2017, Horus ingresó a la Battle of Los Angeles 2017 de Pro Wrestling Guerrilla, perdiendo contra Rey Fénix en la primera ronda.

### Lucha Underground (2015-2018)
A finales de 2015 Horus participó en Lucha Underground apareciendo por primera vez en el final de la estación 1 como espectador fuera sin nombre, pero la Última Lucha tomó la máscara de su maestro y llegó a ser conocido como Dragón Azteca Jr. En la temporada 2, Dragón Azteca Jr. empezó a participar en luchas y ganó el Campeonato de Tríos de Lucha Underground junto con Prince Puma y Rey Mysterio.

### Major League Wrestling (2018-2020)
Horus debutó en la empresa estadounidense Major League Wrestling (MLW) en su evento MLW Battle Riot del 19 de julio de 2018, en el combate de 40 hombres Battle Riot. No tuvo éxito en el que fue ganado por Tom Lawlor. En septiembre de 2018, se uniría a Drago para enfrentar a Lucha Brothers en el Campeonato Mundial en Parejas de la MLW. Regresó a la empresa en febrero de 2019, cuando derrotó a Aero Star en un combate individual.

### Ring of Honor (2019-2021)
Rey Horus se asoció con Bandido y Flamita para capturar el Campeonato Mundial de Parejas de Six-Man de ROH de Villain Enterprises (Marty Scurll, PCO y Brody King) en la noche del sábado en el Center Stage en enero de 2020.

## En lucha
- Movimientos finales
  - 450 splash[4]

- Movimientos de firma
  - Satellite DDT[4]
  - Super hurricanerana[4]

## Campeonatos y logros
- The Crash
  - Campeonato de Peso Completo de The Crash (1 vez)
  - Campeonato de Peso Crucero de The Crash (1 vez)
  - Campeonato en Parejas de The Crash (1 vez) - con Black Boy[5]
  - Triple Crown Championship (Primero)

- Lucha Underground
  - Lucha Underground Gift of the Gods Championship (1 vez)
  - Lucha Underground Trios Championship (2 veces) – con Prince Puma y Rey Mysterio

- Oddity Wrestling Alliance
  - OWA Jr. Heavyweight Championship (1 vez)[6]

- Ring of Honor
  - ROH World Six-Man Tag Team Championship (1 vez) – con Bandido & Flamita

- Pro Wrestling Illustrated
  - PWI ranked him #202 of the top 500 singles wrestlers in the PWI 500 in 2015[7]

- Vendetta Pro Wrestling
  - Vendetta Pro Wrestling Heavyweight Championship (1 vez)[8]

- World Wrestling Association
  - WWA World Welterweight Championship (1 vez)

- Wrestling Observer Newsletter
  - Lucha 5 estrellas (2019) con Bandido y Flamita vs. Black Taurus, Laredo Kid y Puma King en PWG SIXTEEN el 26 de julio.